# Adtranz

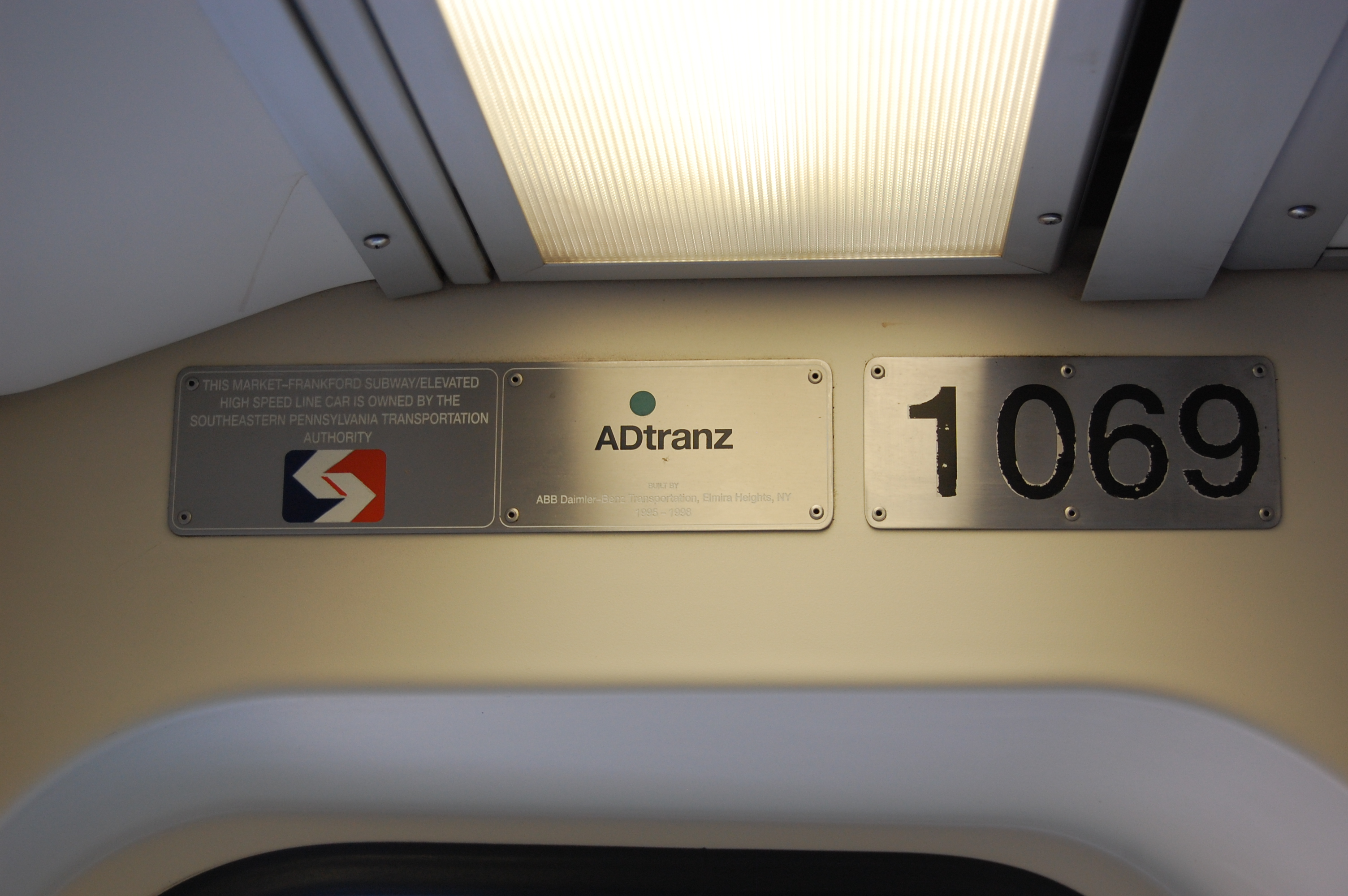
Výrobní štítek s logem firmy

Firma ABB Daimler-Benz Transportation (po roce 1999 DaimlerChrysler Rail Systems), obecně známá spíše pod zkratkou Adtranz, byla mezinárodní společnost zabývající se výrobou kolejových vozidel a jejich částí. Její továrny se nacházely v Evropě a v USA. V roce 1997 zaměstnávala 22 715 lidí.
Společnost byla založena v roce 1996 spojením železničních divizí firem Daimler-Benz a ABB. V roce 1999 DaimlerChrysler (nyní Daimler AG) koupil podíl ABB a změnil oficiální jméno společnosti na DaimlerChrysler Rail Systems. Bombardier Transportation získal tuto společnost v roce 2001, v době, kdy byl Adtranz druhým největším výrobcem kolejových vozidel na světě. Tímto krokem se Bombardier dostal na první místo.
Adtranz vyráběl lokomotivy pro traťovou službu, vysokorychlostní a regionální jednotky, vlaky pro podzemní dráhy, tramvaje, zařízení pro přepravu osob i nákladní vozy. Kromě kolejových vozidel se zabýval i elektrizací drah a zabezpečovacím zařízením.

## Historie
8. května 1995 ABB a Daimler-Benz oznámily úmysl vytvořit jedinou samostatnou firmu, do které by vložily své aktivity v oboru železnic a kterou by vlastnily v poměru 50:50. Tato firma se mohla stát největším světovým producentem v oboru železnic. Tento úmysl nenarazil ve světě na nějaké překážky, neboť podíl na trhu v jednotlivých zemích by nijak výrazně nevzrostl. Pouze v Německu byly obavy o rozdělení trhu mezi novou firmu a Siemens. Nakonec bylo založení firmy schváleno. Stalo se tak 18. října 1995 s podmínkou, že se obě zakládající firmy zbaví svých podílů ve firmě Kiepe (dodavatel elektrické části vozidel). Nová firma vznikla k 1. lednu 1996.
Výroba v nové firmě byla zracionalizována, výrobní náklady klesly po 18 měsících o 30 %, příjmy a objednávky narůstaly. Avšak firma zůstávala ve ztrátě - v roce 1997 se jednalo o 111 milionů USD. V roce 1997 firma získala polský Pafawag, a podíly v MÁV Dunakeszi v Maďarsku a Schindler Waggon ve Švýcarsku.
V roce 1998 představil Adtranz novou řadu výrobků na modulární bázi – Innovia (vůz na pneumatikách vedený kolejnicí s automatickým řízením), tramvaj Incentro, motorovou jednotku Itino, jednotku pro vyšší rychlosti Crusaris a elektrickou lokomotivu Octeon vycházející z řady 145 DB. Ke koncepci Octeon patří lokomotivy FS řady 464 a těžké nákladní lokomotivy MTAB typu IORE. Z této koncepce vzešly lokomotivy TRAXX, jméno Octeon se neujalo a Bombardier jej již nepoužil. Ve spolupráci s General Electric vznikla dieselová lokomotiva Blue Tiger
Adtranz i v roce 1998 hospodařil se ztrátou, na vině byly zejména nepřiměřené ceny dodávek na základě dříve uzavřených smluv a technické problémy jeho produktů. V tomto roce přišla i objednávka 400 lokomotiv pro Deutsche Bahn a získání švýcarské lokomotivky Schweizerische Lokomotiv- und Maschinenfabrik AG (SLM).
V lednu 1999 ABB prodala svůj 50% podíl v Adtranzu firmě DaimlerChrysler za 472 mil. USD, a to na základě předchozí smlouvy.
V roce 2000 dosáhla konečně firma zisku. DaimlerChrysler začal hledat kupce pro železniční aktivity, které nebyly jeho klíčovým odvětvím produkce. V lednu 2000 The Greenbrier Companies získaly závod na výrobu nákladních vozů se sídlem v Siegenu. Divize pevných trakčních zařízení byla prodána koncem roku 2000 společnosti Balfour Beatty za 153 milionů EUR. Pro divizi zabezpečovacích zařízení se zájemce nenašel.
V srpnu 2000 oznámila firma Bombardier úmysl koupit Adtranz za 711 milionů USD, což bylo považováno za nízkou cenu. Tento krok byl schválen Evropskou komisí v dubnu 2001. Jelikož by Bombardier získal příliš velký podíl na německém trhu kolejových vozidel, bylo podmínkou oddělit a dát licence na své produkty v oblasti regionálních vlaků a tramvají firmě Stadler Rail, což z ní učinilo životaschopnou nezávislou společnost. Převzetí firmy se uskutečnilo 1. května 2001 za cenu 725 mil. USD. V roce 2002 Bombardier zažaloval DaimlerChrysler a požadoval částku 867 milionů USD za zavádějící finanční informace o Adtranzu poskytnuté firmou DaimlerChrysler při převzetí, v září 2004 byl spor uzavřen dohodou o slevě 209 milionů USD z kupní ceny.